# Ignaz Dinné
Ignaz Dinné (* 9. Mai 1971 in Bremen) ist ein deutscher Jazzmusiker (Altsaxophon, Komposition), der sein Instrument außerordentlich „schwarz“ spielt.

## Leben und Wirken
Dinné – sein Vater ist der Jazzmusiker Ed Kröger, seine Mutter Lolo Dinné war Mitbegründerin des Jazzclubs Lila Eule – beschäftigte sich zunächst mit der Posaune, bevor er im Alter von siebzehn Jahren zum Saxophon wechselte.  Daneben fuhr er Radrennen. 1992 wurde er Mitglied des Bundesjazzorchesters, wo er sich bis zu seinem Ausscheiden 1994 als Solist hervortat; daneben spielte er bei Herb Pomeroy und in der Bobby Burgess Bigband Explosion. Nach einem Stipendium für das Berklee College of Music 1994 blieb er in den Vereinigten Staaten und gründete ein eigenes Quartett, mit dem er kontinuierlich tourte und mit Wynton Marsalis, Bobby Watson und Slide Hampton auftrat. Von 1995 bis 1997 studierte er am Thelonious Monk Institute of Jazz in Boston weiter; er ging 1996 mit dem Ensemble des Instituts auf eine Konzerttournee durch Indien und Thailand mit den Gastsolisten Herbie Hancock und Wayne Shorter. 1998 zog er nach New York City und arbeitete mit Musikern wie Clark Terry oder Jimmy Heath.
2004 zog er nach Berlin, arbeitete aber weiter mit seiner New Yorker Band, sowie europäischen Bands. Im gleichen Jahr legte er das erste Album unter eigenem Namen vor. Daneben arbeitet er weiter im Quintett seines Vaters, für den er auch komponiert. Auch nahm er mit Jonathan Robinson, mit Lars Duppler (Alliance Urbaine), mit dem Greg Burk Quartet und mit Marcus Klossek Blink 6 auf. Er ist zudem auf dem Album Space Big Band (Double Moon Records 2021) der Knudsen / Rudzinskis Space Big Band zu hören.

## Diskographische Hinweise
- Back Home (Laika 2004; mit Pete Rende, Matt Penman, Jochen Rückert)[1]
- The Next Level (Laika 2008; mit Pete Rende, Ron Carter, Jochen Rückert)
- Ed Kröger Interplay (Laika 2010; mit Vincent Bourgeyx, Marcel Krömker, Rick Hollander)
- Ed Kröger In the Moment (Laika 2017; mit Vincent Bourgeyx, Tom Berkmann, Rick Hollander)